# Ministre-président d'Aruba
Le ministre-président d'Aruba (en néerlandais : Minister-president van Aruba ; en papiamento : Prome minister di Aruba) — aussi appelé Premier ministre d'Aruba — est le chef du gouvernement d'Aruba, État insulaire autonome du royaume des Pays-Bas. Il est élu par les États d'Aruba (Staten van Aruba), le parlement monocaméral de l'île.
Le ministre-président est responsable pénalement devant le gouvernement du royaume des Pays-Bas. Il est cependant à l'abri de toutes poursuites grâce à son immunité parlementaire. Il exerce le pouvoir exécutif sous la responsabilité des ministres, qui sont responsables devant le parlement.

## Liste des ministres-présidents
| No  | Portrait           | Titulaire (Naissance-mort)       | Élection  | Mandat             | Mandat             | Mandat                    | Parti politique | Parti politique |
| No  | Portrait           | Titulaire (Naissance-mort)       | Élection  | Début              | Fin                | Durée                     | Parti politique | Parti politique |
| --- | ------------------ | -------------------------------- | --------- | ------------------ | ------------------ | ------------------------- | --------------- | --------------- |
| 1   | Henny Eman         | Henny Eman (1948-2025)           | 1985      | 1er janvier 1986   | 9 février 1989     | 3 ans, 1 mois et 8 jours  |                 | AVP             |
| 2   | Nelson Oduber      | Nelson Oduber (né en 1947)       | 1989 1993 | 9 février 1989     | 1er septembre 1994 | 5 ans, 7 mois et 23 jours |                 | MEP             |
| (1) | Henny Eman         | Henny Eman (1948-2025)           | 1994 1997 | 1er septembre 1994 | 30 octobre 2001    | 7 ans, 1 mois et 29 jours |                 | AVP             |
| (2) | Nelson Oduber      | Nelson Oduber (né en 1947)       | 2001 2005 | 30 octobre 2001    | 30 octobre 2009    | 8 ans                     |                 | MEP             |
| 3   | Mike Eman          | Mike Eman (né en 1961)           | 2009 2013 | 30 octobre 2009    | 17 novembre 2017   | 8 ans et 18 jours         |                 | AVP             |
| 4   | Evelyn Wever-Croes | Evelyn Wever-Croes (née en 1966) | 2017 2021 | 17 novembre 2017   | 28 mars 2025       | 7 ans, 4 mois et 11 jours |                 | MEP             |
| (3) | Mike Eman          | Mike Eman (né en 1961)           | 2024      | 28 mars 2025       | en fonction        | 1 mois et 29 jours        |                 | AVP             |